# 杨汛桥街道
杨汛桥街道，原为杨汛桥镇是中华人民共和国浙江省紹興市柯桥区下辖的一个镇，2019年10月15日，撤镇设街道。位于柯桥区西北部。

## 行政区划
2010年，全镇辖9个居委会、12个行政村：
杨汛社区、江桥社区、高家社区、孙家桥社区、河西岸社区、合力社区、园里湖社区、上孙社区、建吴社区、蒲荡夏村、王家塔村、展望村、横山村、芝塘湖村、杨江村、联社村、和门程村、竹园童村、麒麟村、仁里王村和江桃村。

## 图片
- 从高空眺望杨汛桥（下方）
- 沪昆高速杨汛桥收费站
- 临江绿苑
- 从萧山衙前眺望杨汛桥